# La mujer de mi hermano (novela)
 La mujer de mi hermano  es la octava novela del escritor peruano Jaime Bayly. Publicada por primera vez en junio de 2002 por la Editorial Planeta.
Según el propio escritor es su primera novela "no autobiográfica". La historia fue llevada al cine (con Bayly como guionista y coproductor) en 2005 y significó un éxito de taquilla recaudando más de US$ 1 millón en su primer fin de semana en los Estados Unidos.

## Reseña
La historia gira en torno a las relaciones que se dan entre tres personajes principales: Ignacio y Zoe están casados desde hace nueve años, no pueden tener hijos y tienen un matrimonio bastante monótono. Ignacio y Gonzalo son hermanos, tienen una relación fría y lejana, Ignacio siente celos por la libertad y despreocupación con las que Gonzalo vive. Zoe y Gonzalo se llevan muy bien, tienen la misma edad y existe cierta atracción mutua.

### La historia central
Ignacio sospecha que su mujer se está acostando con su hermano menor; toma como indicios, entre otras cosas, su mal humor y lo evasiva que está con él. Sin embargo, dichos síntomas no son causados por una infidelidad, sino por el hastío que genera en Zoe el percatarse de la monotonía y la modorra en las que ha caído su matrimonio. Ignorante de ello, Ignacio se tortura pensando en la relación que existe entre su esposa y su hermano.
Conforme avanza la historia, Zoe divaga sobre su relación con Ignacio. Cae en cuenta de que siente seguridad y estabilidad con él, pero necesita algo más, cierta alegría y energía presentes en el inicio del matrimonio y que ya no están. La vida sexual de la pareja funge como paralelo perfecto del desarrollo de la relación. Ella cree que Ignacio ya no la ama.
La historia comienza a desencadenarse cuando Ignacio escucha casualmente a través del teléfono una conversación entre Zoe y Gonzalo luego de haber hablado con su esposa hacía unos minutos y de que ella le hubo dicho que estaba con una amiga. En dicha conversación Zoe y Gonzalo intercambian un par de comentarios irónicos acerca de Ignacio. Cuando llega a casa en la noche y mientras Zoe duerme, Ignacio iracundo toma un cuadro que ella le había comprado a Gonzalo y lo arroja a la piscina. A la mañana siguiente, indignada y entristecida por el hecho, Zoe acude donde Gonzalo en quien encuentra consuelo y empatía. Esa misma noche Ignacio se disculpa con Zoe. 
Días después Ignacio llama a Gonzalo buscando aclarar las cosas. Gonzalo contesta de mala manera e Ignacio adopta un carácter conciliador durante la conversación que es terminada por Gonzalo con indiferencia. Ignacio indignado y eufórico por la actitud de su hermano, lo llama de nuevo para insultarlo y amenazarlo. Gonzalo responde a esta agresión llamando a Zoe para invitarla a su apartamento, donde hablan sobre Ignacio y coquetean un poco. Para Zoe su relación con Ignacio está en un punto crítico y sólo puede pensar en cuánto desea a Gonzalo. A partir de este momento, comienza en Zoe la lucha interna entre quedarse en la comodidad y seguridad de su hogar con Ignacio, o arriesgarlo todo y vivir una aventura amorosa con Gonzalo. Ella escoge lo segundo.
Una tarde, luego de haber dormido juntos, Zoe y Gonzalo conversan sobre por qué la relación entre ella e Ignacio se había deteriorado de la forma en que lo hizo. Gonzalo lanza un comentario que repercutiría en Zoe: Ignacio es homosexual. Después de pensarlo mucho, Zoe escribe una carta en su ordenador explicándole a Ignacio sus sentimientos y diciéndole que ama a otro hombre, sin embargo, luego de hablar con Gonzalo, éste la convence de no entregársela a su esposo. Una mañana, Zoe pregunta a Ignacio si él es homosexual, él responde que no, y ella insiste repreguntando. Antes de ir al trabajo, convencido de que fue Gonzalo quien plantó esas dudas en su esposa, Ignacio va a su departamento, donde le increpa vehementemente sobre lo sucedido. Gonzalo responde a ello acusando a Ignacio de haberlo violado cuando eran niños. Ignacio lo acusa de mentiroso y se va furioso. Gonzalo rompe a llorar y recuerda todo lo sucedido.
Zoe toma una decisión: dejar a Ignacio y no ver a Gonzalo, desaparecer unos días. Empaca sus cosas y se muda a una habitación en un lujoso hotel. Deja una nota a Ignacio diciéndole que pasará unos días en casa de sus padres. Horas más tarde, al encontrar la nota (sumada a la carta escrita por Zoe que Ignacio encontró en el ordenador), Ignacio enfurece, está seguro de que Gonzalo y Zoe tienen una aventura. Ya en el hotel, Zoe pasa unos días de relajo, hasta que cae en cuenta que está embarazada. Ella se lo cuenta a Gonzalo, quien responde iracundo instándola a abortar. Ignacio se encuentra en una desayuno de trabajo en el mismo hotel donde está hospedada Zoe y, de casualidad, ve a Gonzalo salir de un elevador. Ignacio pregunta en la recepción por Zoe y descubre que ella está hospedada en ese hotel. Ignacio en forma de venganza manda a Zoe unas flores con una nota felicitando a Gonzalo y a ella (por la relación, el ignora el embarazo de Zoe).
Zoe se siente confundida. Va al departamento de Gonzalo y le trasmite su decisión de tener al bebé. Gonzalo se niega a asumir responsabilidad alguna y propone a Zoe mentirle a Ignacio diciéndole que él es el padre. Zoe, impactada por la decisión de Gonzalo regresa a su hotel. Ahí recibe un paquete de Ignacio con un teléfono celular y una nota explicando que guardados en el discado rápido del teléfono están los números de él y de Gonzalo. En su casa, Gonzalo recibe un paquete de características similares. Zoe acude a una clínica para hacerse un aborto, pero a último momento, se arrepiente.
Zoe llama a Ignacio, quien responde con naturalidad, y le pide que la visite en el hotel. Ya ahí, conversan tranquilamente e Ignacio le dice que la ama por sobre todo y que perdona su infidelidad (dentro de sí piensa que le está diciendo a Zoe lo que ella quiere oír). Ella le confiesa que ya no existe relación alguna entre ella y Gonzalo, y que está embarazada. Ignacio acoge a Zoe, sabiendo dentro de sí que el bebé no es suyo. Zoe le dice que quiere tener al bebé y que nunca más volverá con Gonzalo. Ignacio admite ante Zoe que la relación entre ellos ya no existe, pero la invita a seguir viviendo en su casa y se ofrece a ser el padre del niño. 
La novela termina con el nacimiento del niño. Ignacio manda un correo electrónico a Gonzalo con las fotos del bebé contándole que por fin él y Zoe han podido ser padres y mandándole cariños. Gonzalo ignorante de todo lo que pasó pronuncia las últimas palabras de la novela: El tonto de Ignacio creyó que es su hijo.

## Personajes

### Zoe
Tiene 30 años y se casó muy enamorada de Ignacio hace nueve años. Su vida transcurre mayormente dentro de su baño entre los ejercicios en su gimnasio estatal, brazadas en la piscina y alguna actividad ocasional.

### Ignacio
Tiene 35 años, conoció a Zoe en la universidad y se casaron cuando él tenía 26. Es muy religioso y tiene un gran respeto por su madre que no sabe con quien se fue y su fallecido padre, a quienes busca siempre complacer. Trabaja gran parte del día como gerente del banco que heredó de su padre. Es una persona apegada a los esquemas sociales y a la rutina. Considera a Zoe el gran amor de su vida y vela porque ella cuente con todas las comodidades que desee.

### Gonzalo
Tiene 30 años, y vive del dinero que le corresponde como heredero del banco que fundó su padre, el cual trimestralmente Ignacio deposita en su cuenta. Es pintor y tiene una vida bohemia, despreocupada. Tiene encanto con las mujeres y va de relación en relación sin tomar ninguna en serio. Está involucrado con una joven aspirante a actriz llamada Laura. Siente cierta atracción por su cuñada, aunque la ve como un objeto prohibido, sólo fantasías.

## La película
La película basada en La mujer de mi hermano fue una coproducción de Stan Jakubowicz y Jaime Bayly que se estrenó en los Estados Unidos en 2006. Tuvo como director a Ricardo de Montreuil y como actores principales a Bárbara Mori (Zoe), Christian Meier (Ignacio) y Manolo Cardona (Gonzalo). Otros actores presentes fueron Angélica Aragón, Bruno Bichir, Gaby Espino y Beto Cuevas.
Extisten algunas diferencias entre la historia narrada en la película y la que se encuentra en la novela. Una de ellas es la adición de los personajes interpretados por Bichir y Cuevas, los cuales sirven como interlocutores en lo que en la historia original eran monólogos de Zoe. Bichir interpreta al mejor amigo homosexual de la protagonista y Cuevas a un sacerdote.
El guion de esta película, al margen de pequeños cambios como el mencionado, se mantiene fiel al sentido de la historia original. Esto se debe a que en esta ocasión Bayly se encargó del guion y la coproducción, evitando así el malestar que le causó No se lo digas a nadie (versión fílmica de su primera novela) donde se cambió el final de la historia.